# Jože Beniger
Jože Beniger, slovenski zdravnik, * 29. april 1909, Vevče, † 7. maj 1981, Ljubljana.
Študij medicine je končal na beograjski Medicinski fakulteti. Od 1941 je opravljal odgovorne naloge v partizanski zdravstveni službi; med drugim je bil sanitetni referent v 4. operativni coni in 9. korpusu. Po končani vojni je delal na vodstvenih mestih v Jugoslovanski ljudski armadi, Republiškem sekretariatu za notranje zadeve v Ljubljani in v javnem zdravstvu. V letih 1960−1963 je bil sekretar sveta za zdravstvo Ljudske republike Slovenije. Pomemben pa je njegov delež pri ustanavljanju bolnišnice dr. Petra Držaja v Zgornji Šiški ter pri organizaciji in razvoju lovstva v Sloveniji.